# SG Aumund-Vegesack
SG Aumund-Vegesack is een Duitse sportvereniging uit de wijk Vegesack in het noorden van de stad Bremen. De club werd opgericht in 1892.
De afdelingen van de sportvereniging omvatten de navolgende takken van sport: Badminton, Turnen, Voetbal, Handbal, Zwemmen, Boksen, Tafeltennis, Sportvissen, Judo, Karate en Atletiek. Sinds 1970 bestaat er binnen de vereniging ook een harmonie met meer dan 40 muzikanten. De vereniging heeft ongeveer 2000 leden.

## Eindklasseringen vanaf 1987
| Seizoen | Competitie          | Niveau | Eindstand | DFB Pokal | Opmerking                                                                   |
| ------- | ------------------- | ------ | --------- | --------- | --------------------------------------------------------------------------- |
| 1986/87 | Landesliga Bremen   | V      | 1         | --        |                                                                             |
| 1987/88 | Verbandsliga Bremen | IV     | 14        | --        |                                                                             |
| 1988/89 | Verbandsliga Bremen | IV     | 9         | --        |                                                                             |
| 1989/90 | Verbandsliga Bremen | IV     | 15        | --        |                                                                             |
| 1990/91 | Landesliga Bremen   | V      | ?         | --        |                                                                             |
| 1991/92 | Landesliga Bremen   | V      | ?         | --        |                                                                             |
| 1992/93 | Landesliga Bremen   | V      | 2         | --        |                                                                             |
| 1993/94 | Verbandsliga Bremen | IV     | 9         | --        | niet geplaatst voor de opnieuw ingevoerde Oberliga Nord                     |
| 1994/95 | Verbandsliga Bremen | V      | 11        | --        |                                                                             |
| 1995/96 | Verbandsliga Bremen | V      | 15        | --        |                                                                             |
| 1996/97 | Landesliga Bremen   | VI     | 4         | --        |                                                                             |
| 1997/98 | Verbandsliga Bremen | V      | 12        | --        |                                                                             |
| 1998/99 | Verbandsliga Bremen | V      | 10        | --        |                                                                             |
| 1999/00 | Verbandsliga Bremen | V      | 4         | --        |                                                                             |
| 2000/01 | Verbandsliga Bremen | V      | 4         | --        |                                                                             |
| 2001/02 | Bremen-Liga         | V      | 7         | --        |                                                                             |
| 2002/03 | Bremen-Liga         | V      | 7         | --        |                                                                             |
| 2003/04 | Bremen-Liga         | V      | 9         | --        |                                                                             |
| 2004/05 | Bremen-Liga         | V      | 9         | --        |                                                                             |
| 2005/06 | Bremen-Liga         | V      | 8         | --        |                                                                             |
| 2006/07 | Bremen-Liga         | V      | 9         | --        |                                                                             |
| 2007/08 | Bremen-Liga         | V      | 9         | --        |                                                                             |
| 2008/09 | Bremen-Liga         | V      | 8         | --        |                                                                             |
| 2009/10 | Bremen-Liga         | V      | 11        | --        |                                                                             |
| 2010/11 | Bremen-Liga         | V      | 3         | --        |                                                                             |
| 2011/12 | Bremen-Liga         | V      | 5         | --        |                                                                             |
| 2012/13 | Bremen-Liga         | V      | 3         | --        | winnaar Bremer Pokal > FC Oberneuland: 4-0                                  |
| 2013/14 | Bremen-Liga         | V      | 4         | 1e ronde  | < TSG 1899 Hoffenheim: 0-9                                                  |
| 2014/15 | Bremen-Liga         | V      | 5         | --        |                                                                             |
| 2015/16 | Bremen-Liga         | V      | 6         | --        |                                                                             |
| 2016/17 | Bremen-Liga         | V      | 7         | --        |                                                                             |
| 2017/18 | Bremen-Liga         | V      | 6         | --        |                                                                             |
| 2018/19 | Bremen-Liga         | V      | 6         | --        |                                                                             |
| 2019/20 | Bremen-Liga         | V      | 9         | --        | competitie afgebroken i.v.m. coronapandemie                                 |
| 2020/21 | Bremen-Liga         | V      | --        | --        | Competitie afgebroken i.v.m. coronapandemie. Er wordt geen stand opgemaakt. |
| 2021/22 | Bremen-Liga         | V      | 13        | --        |                                                                             |
| 2022/23 | Bremen-Liga         | V      | 3         | --        | Finalist Bremer Pokal > FC Oberneuland: 0-0 (1-4 ns)                        |
| 2023/24 | Bremen-Liga         | V      | 4         | --        |                                                                             |
| 2024/25 | Bremen-Liga         | V      | 9         | --        |                                                                             |
| 2025/26 | Bremen-Liga         | V      | .         | --        |                                                                             |

SG Aumund-Vegesack ·
Blumenthaler SV ·
BTS Neustadt ·
FC Union 60 Bremen ·
OSC Bremerhaven ·
Brinkumer SV ·
TV Eiche Horn ·
ESC Geestemünde ·
SV Hemelingen ·
FC Oberneuland ·
SC Vahr-Blockdiek ·
TuRa Bremen ·
Vatan Spor Bremen ·
Werder Bremen III ·
TS Woltmershausen